# Tropical Islands
Tropical Islands è un parco di divertimenti a tema tropicale situato nel comune di Halbe nel land tedesco di Brandeburgo, a circa 50 km a sud di Berlino.
La peculiarità di questo parco è quella di trovarsi in un edificio lungo 360 metri, largo 210 e di 107 metri di altezza, dove, originariamente venivano costruiti dirigibili.
La temperatura interna è mantenuta tutto l'anno a 26 gradi, con il 64% di umidità per ricreare appunto un clima simil-tropicale.
Il parco è aperto tutti i giorni, 24 ore su 24, con la possibilità di prenotare una stanza per alloggiare all'interno del parco.